# Jocuri interzise (film din 1952)

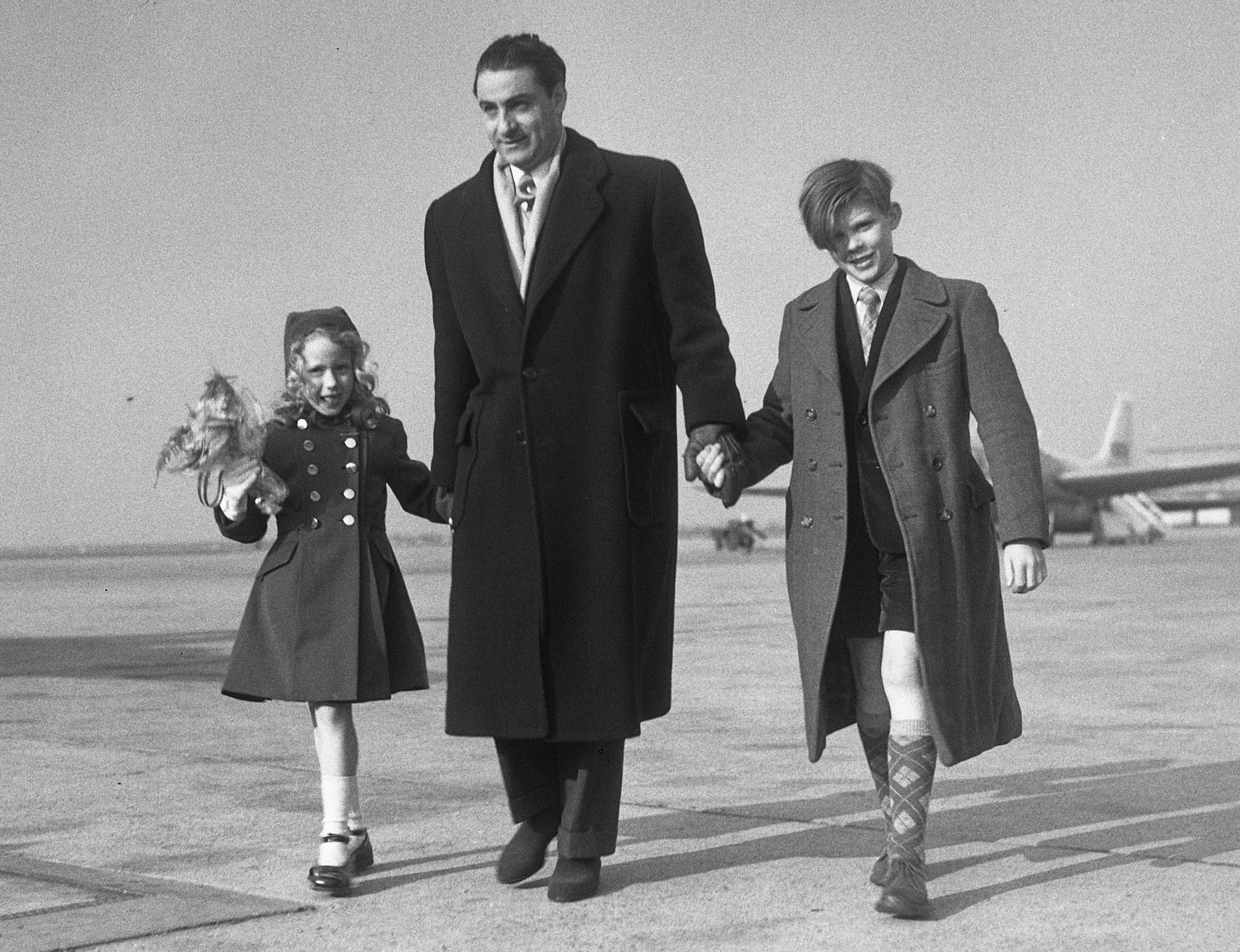
Brigitte Fossey, René Clément și Georges Poujouly în 1953

Jocuri interzise (titlul original: Jeux interdits) este un film dramatic francez, realizat în 1952 de regizorul René Clément. Filmul se bazează pe romanul omonim a scriitorului François Boyer și istorisește povestea a doi copii din timpul celui de al II-lea război mondial, care prin joaca lor încearcă să asimileze spaima  războiului și moartea celor apropiați. Protagoniști sunt actorii Georges Poujouly, Brigitte Fossey, Lucien Hubert, Laurence Badie. Filmul a obținut numeroase premii printre care Oscar pentru cel mai bun film străin.

## Conținut
Acțiunea filmului se petrece în anul 1940 în Franța pe timpul celui  de-al doilea Război Mondial. În timpul refugiului din fața armatei germane, părinții și cățelul micuței de cinci ani Paulette, mor în urma unui atac al unor avioane de vânătoare asupra convoiului de regiați. Cu câinele mort în brațe, Paulette rătăcește prin împrejurimile total necunoscute. Astfel întâlnește un copil de unsprezece ani, Michel, fiu de țăran, care o ia cu el acasă la ferma părinților. Aici fratele lui mai mare, era pe moarte după ce a fost călcat de un cal. Copiii încearcă să înțeleagă în felul lor moartea. Paulette dorește să își îngroape cățelul, iar Michel face lângă o moară veche un cimitir, unde băiatul aduce și alte animale și gândaci să-i îngroape. Crucea pentru cățel, a luat-o de pe dricul cu care urma să fie dus la mormânt fratele său, mai apoi alte cruci din cimitir și din biserică. La început bănuiala cade pe vecinii Gouard, cu care familia Dollé demult se dușmăneau. Michel merge însă și se spovedește la preot că el este făptașul. Când se ajunge la o ceartă serioasă între tatăl Dollé și tatăl Gouard, vine preotul să lămurească lucrurile. Michel se împotrivește să dea în vileag unde se află crucile. Abia când vine poliția să o ia pe Paulette și să o ducă la o casă de orfani, Michel este dispus să divulge tatălui unde este locul, în schimbul promisiunii că Paulette are voie să rămână în familie. Dar tatăl însă nu își ține promisiunea iar Paulette ajunge la orfelinat.

## Distribuție
- Georges Poujouly – Michel Dollé
- Brigitte Fossey – Paulette
- Lucien Hubert – Joseph Dollé, tatăl lui Michel
- Laurence Badie – Berthe Dollé
- Amédée – Francis Gouard, fiica vecinilor
- Suzanne Courtal – dna. Dollé, mama
- Jacques Marin – Georges Dollé, fiul cel mare
- Pierre Merovée – Raymond Dollé, fiul
- Louis Saintève – preotul
- André Wasley – domnul Gouard, vecinul
- Madeleine Barbulée – sora de la Crucea-Roșie
- Violette Monnier – Renée Dollé, fiica cea mică
- Denise Perronne – Jeanne Gouard
- Fernande Roy – fata Gouard
- Actori neacreditați:
  - André Enard – primul jandarm
  - Marcelle Feuillade - mama lui Paulette
  - Roger Fossey – tată lui Paulette
  - Louis Herbert
  - Bernard Musson – al doilea gendarme
  - Annie Ravel – un văr a lui Georges, în doliu
  - Georges Sauval – vizitiul
  - Maud Slover – o femeie în centrul de refugiați
  - Janine Zorelli – femeie bătrână în căruță
  - Marie-Pierre Casey – o soră

## Culise
Filmul a fost creat după romanul Jocuri interzise a lui François Boyer. Inițial, Boyer a scris un scenariu, dar nu a găsit nici un producător pentru realizarea lui așa că a transcris istorioara ca roman pe care l-a publicat în 1947 iar apoi René Clément l-a realizat.

## Coloana sonoră
Muzica filmului a fost semnată de Narciso Yepes care pentru tema principală a aranjat renumita „Romanță anonimă” (Romance Anónimo). 

## Premii și nominalizări
- 1952 
  - Festivalul de film din Veneția filmul a fost premiat cu Leul de Aur
  - New York Film Critics Circle Award premiul pentru cel mai bun film într-o limbă străină
- 1953
  - Oscar premiul pentru cel mai bun film într-o limbă străină
  - Blue Ribbon Award premiul pentru cel mai bun film strain
- 1954
  - BAFTA Cel mai bun film
  - Bodil  premiul cel mai bun film european
  - Kinema-Jumpō-Preis premiul pentru cel mai bun film strain
- 1955
  - Nominalizare la Premiul Oscar pentru cea mai bună poveste originală pentru François Boyer